# 第七龙神2020
《第七龙神2020》是Imageepoch開發的角色扮演游戏，世嘉游戏2011年11月於PlayStation Portable平台发行。遊戲是七龍傳說系列的第二部遊戲。截至2013年，游戏共售出168,627套。

## 故事
遊戲設定於未来的2020年，外星生命体“龙”袭击了地球，导致地球发生了巨大的变化。日本国土的98%以上处于龙的支配下，日本政府在超能力组织从云的帮助下，开始从龙的支配下夺回东京。游戏中的迷宫取材自现实中的东京，如東京都廳、國分寺等，但在龙的影响下又有较大的变化。
故事主要情节围绕戰鬥小組13班展开。13班由玩家創建：游戏开始时，玩家可以自行选择角色的名称、性别、外貌、职业和配音。与前作不同，本作中职业和人物外貌可以自由搭配。男女角色各有15名配音員（声优），供玩家創建角色時選擇。

## 開發與發行
本作为2009年3月5日发布在任天堂DS上的《七龍傳說》续作。在延续前作的部分设定的基础上，世界观进行了重新设计，故事舞台发生在2020年的现代日本。遊戲於2011年11月23日於日本PlayStation Portable平台发行。
初音未来2020，在游戏片头登场并演唱主题曲「SeventH-HeaveN」，游戏中满足条件后可以解锁DIVA房间。
续作《第七龙神2020-II》于2013年4月18日同样在PlayStation Portable平台发行，故事背景为2021年的日本。

## 評價
截至2013年，游戏共售出168,627套。